# Anlhiac
Anlhiac è un comune francese di 265 abitanti situato nel dipartimento della Dordogna, nella regione della Nuova Aquitania.

## Storia

### Simboli
Lo stemma è stato approvato dalla Commissione dipartimentale di araldica il 23 aprile 2003 e adottato dal consiglio comunale. I cannoni ricordano le antiche fucine di Anlhiac.

## Società

### Evoluzione demografica
Abitanti censiti